# Adolph Kiefer
Adolph Gustav Kiefer (Chicago, 27 giugno 1918 – Wadsworth, 5 maggio 2017) è stato un nuotatore statunitense.
Specializzato nel dorso ha vinto la medaglia d'oro nei 100 m ai Giochi olimpici di Berlino 1936.
È diventato uno dei Membri dell'International Swimming Hall of Fame.
È stato primatista mondiale dei 100 m e 200 m dorso.

## Palmarès
- Olimpiadi

Berlino 1936: oro nei 100 m dorso.